# Moreton (Dorset)
Moreton è un villaggio e parrocchia civile dell'Inghilterra, appartenente alla contea del Dorset.